# Idalus lutescens
Idalus lutescens là một loài bướm đêm thuộc phân họ Arctiinae, họ Erebidae.